# Jay-Z: The Hits Collection, Volume One
Jay-Z: The Hits Collection, Volume One è una raccolta del rapper statunitense Jay-Z, pubblicata nel 2010.
| Recensione | Giudizio   |
| ---------- | ---------- |
| AllMusic   | [ 1 ]      |
| BBC Music  | favorevole |
| Pitchfork  | [ 3 ]      |

## Tracce
1. Public Service Announcement – 2:45 (musica: Just Blaze)
2. Run This Town (featuring Rihanna & Kanye West) – 4:27 (musica: Kanye West, No I.D.)
3. '03 Bonnie & Clyde (featuring Beyoncé) – 3:25 (musica: Kanye West)
4. Encore – 4:09 (musica: Kanye West)
5. I Just Wanna Love U (Give It 2 Me) – 3:49 (musica: The Neptunes)
6. Izzo (H.O.V.A.) – 4:00 (musica: Kanye West)
7. D.O.A. (Death of Auto-Tune) (The Blueprint 3) – 4:16 (musica: No I.D.)
8. 99 Problems – 3:55 (musica: Rick Rubin)
9. Empire State of Mind (featuring Alicia Keys) – 4:37 (musica: Al Shux, Janet Sewell-Ulepic, Angela Hunte)
10. Dirt Off Your Shoulder – 4:02 (musica: Timbaland)
11. Hard Knock Life (Ghetto Anthem) – 4:00 (musica: The 45 King)
12. Show Me What You Got – 3:42 (musica: Just Blaze)
13. Roc Boys (And the Winner Is)... – 4:12 (musica: Diddy, Sean C & LV)
14. Big Pimpin' (featuring UGK) – 4:44 (musica: Timbaland)

Tracce bonus nell'edizione deluxe
1. Young, Gifted and Black – 2:01 (musica: Marley Marl)
2. Pump It Up (Freestyle) – 1:57 (musica: Just Blaze)
3. My President Is Black (Remix) (Young Jeezy featuring Jay-Z) – 3:58 (musica: Tha Bizness)
4. Go Hard (Remix) (DJ Khaled featuring Jay-Z, Kanye West & T-Pain) – 3:36 (musica: The Runners)
5. This Life Forever – 3:43 (musica: Ty Fyffe)

## Classifiche
| Classifica (2010)         | Posizione massima |
| ------------------------- | ----------------- |
| Belgio (Fiandre)          | 121               |
| Germania                  | 89                |
| Norvegia                  | 16                |
| Nuova Zelanda             | 19                |
| Regno Unito               | 20                |
| UK R&B                    | 3                 |
| Stati Uniti               | 43                |
| US Catalog Albums         | 34                |
| US Top Rap Albums         | 8                 |
| US Top R&B/Hip-Hop Albums | 11                |
| Svizzera                  | 98                |